# ビジネス・プロセス・オートメーション
ビジネス・プロセス・オートメーション（英: Business process automation, BPA）は、ビジネスオートメーションまたはデジタルトランスフォーメーションとも呼ばれ、複雑なビジネスプロセスをテクノロジーを使って自動化することである。 ビジネスを合理化して簡素化し、デジタルトランスフォーメーションを実現し、サービス品質を向上させ、サービス提供を改善し、コストを抑えることができる。これは、アプリケーションの統合、労働力の再構築、および組織全体でソフトウェアアプリケーションを使用することで実現される。 ロボティック・プロセス・オートメーションは、BPA内の新しい分野である。

## 実装
BPAは、マーケティング、販売、ワークフローなど、さまざまなビジネス分野で実装することができる。ツールセットの洗練度は様々だが、自然言語と非構造化データセットを理解し、人間と対話し、教師なしトレーニングで新しい種類の課題に適応できる人工知能技術を使用する傾向が高まっている。 BPAプロバイダーは、様々な業界を取り扱うが、基盤となるアプローチは、アプリケーションコードやデータベース層ではなく、ユーザーインターフェイス層の工夫により自動化への最短ルートを提供するのが一般的である。また、これらのツールを非技術者が直接使用できるよう、簡単なインターフェイスを提供している。主な利点は展開速度が速いことであるが、欠点は別のITサプライヤが必要になることである。 
しかし、市場はこの分野で進化している。これらのプロセスを自動化するには、情報を転送するためのデータ交換レイヤーとともにこれらのシステム/ソリューションを適合させるためのコネクタが必要である。プロセス駆動型メッセージングサービスは、データ交換層を最適化するためのオプションである。エンドツーエンドのプロセスワークフローをマッピングすることにより、プロセス駆動型メッセージングプラットフォームを使用して個々のプラットフォーム間の統合を構築できる。プロセス駆動型メッセージングサービスは、トリガー、ジョブ、およびワークフローを使用してプロセスを構築するためのロジックを提供する。一部の企業では、ワークフローを構築してからさまざまなシステムやモバイルデバイスに接続するAPIを使用している。プロセスを構築し、APIのワークフローを作成して、APIのワークフローがデータ交換レイヤーとして機能する。

## ビジネスプロセス管理の実装
ビジネスプロセス管理システムは、BPAとはまったく異なる。ただし、BPM実装の裏側で自動化を構築することは可能である。これを実現するための実際のツールは、カスタムアプリケーションコードの作成から専門のBPAツールの使用までさまざまである。このアプローチの長所と短所は密接に関連している。BPMの実装は、ビジネス内のすべてのプロセスをマッピングするためのアーキテクチャを提供するが、これ自体が個々のプロセスの自動化を遅らせるため、その間にメリットが失われる可能性がある 。

## ロボティック・プロセス・オートメーション
ロボティック・プロセス・オートメーション（RPA）を実践すると、組織に有人実行型または無人実行型のソフトウェアロボットが展開される。ソフトウェアロボットは、事前定義されて構造化された、反復的な一連のビジネスタスクまたはプロセスを実行する。これにより人間がより生産的な業務に集中できるようになり、ソフトウェアロボットが代わりに請求などの反復的な業務を処理する。 人工知能を搭載するソフトウェアロボットは、非構造化データセット（画像、テキスト、音声など）を処理することができ、RPAを実行した後に実行される。たとえば、動画から自動で字幕を作成できる。自動化と人工知能（AI）の組み合わせを進化させることで、ロボットに自律性をもたらし、認知タスクを実行させることもできるよるになる。 この段階になると、ロボットはプロセスを自ら分析することにより、プロセスの学習および改善ができるようになる。